# Deportivo Mongomo
Club Deportivo Mongomo w skrócie Deportivo Mongomo – klub piłkarski z Gwinei Równikowej, grający w Primera División, mający siedzibę  w mieście Mongomo.

## Sukcesy
- Primera División[1]:

mistrzostwo (4): 1980, 1997, 2010, 2022.
- Puchar Gwinei Równikowej[2]:

zwycięstwo (1): 2015.
finał (1): 1997.
- Superpuchar Gwinei Równikowej[2]:

zwycięstwo (1): 2015.

## Występy w afrykańskich pucharach
| Sezon     | Rozgrywki                 | Runda   | Kraj                          | Klub                         | Dom | Wyjazd | Dwumecz      |
| --------- | ------------------------- | ------- | ----------------------------- | ---------------------------- | --- | ------ | ------------ |
| 1979      | Puchar Zdobywców Pucharów | 1       | Kamerun                       | Canon Jaunde                 | 1–3 | 1–5    | 2–8          |
| 1992      | Puchar CAF                | 1       | Kongo                         | Étoile du Congo              | 1–0 | 0–5    | 1–5          |
| 1998      | Liga Mistrzów             | wstępna | Kongo                         | Munisport de Pointe-Noire    | –   | –      | –            |
| 1998      | Liga Mistrzów             | 1       | Angola                        | Atlético Petróleos de Luanda | 1–4 | 2–9    | 3–13         |
| 1999      | Puchar CAF                | 1       | Demokratyczna Republika Konga | AS Vita Club                 | 0–1 | 0–7    | 0–8          |
| 2001      | Puchar CAF                | 1       | Demokratyczna Republika Konga | SM Sanga Balende             | –   | –      | –            |
| 2002      | Puchar CAF                | 1       | Kamerun                       | Tonnerre Jaunde              | 1–2 | 2–4    | 3–6          |
| 2004      | Puchar Konfederacji       | wstępna | Kongo                         | CSMD Diables Noirs           | 0–0 | 2–2    | 2–2          |
| 2004      | Puchar Konfederacji       | 1       | Wybrzeże Kości Słoniowej      | Stella Club d’Adjamé         | 1–1 | 0–2    | 1–3          |
| 2009      | Puchar Konfederacji       | wstępna | Republika Środkowoafrykańska  | ASDR Fatima                  | 2–0 | 1–1    | 3–1          |
| 2011      | Liga Mistrzów             | wstępna | Benin                         | ASPAC FC                     | 1–1 | 0–1    | 1–2          |
| 2016      | Puchar Konfederacji       | wstępna | Kamerun                       | UMS de Loum                  | 0–0 | 0–0    | 0–0 (k. 4–2) |
| 2022/2023 | Liga Mistrzów             | wstępna | Gwinea                        | Djoliba Athletic Club        | 2–0 | 0–5    | 2–5          |

## Stadion
Domowe mecze klub rozgrywa na stadionie o nazwie Estadio de Mongomo w Mongomo. Stadion może pomieścić 15250 widzów.

## Reprezentanci kraju grający w klubie od 2005 roku
Stan na czerwiec 2023.
| - Ibrahim Agbo - Marcelo Asumu - Paulino Atom - Éric Batinga - José Bokung - Christian Bon - Lawrence Doe - Eusebio Edjang - Daniel Ekedo - Damian Gregorio Ensema - Juan Simeon Esono - Samuel Itondo - Miguel Ángel Mayé - Silvestre Mesaka Bote | - José Fabio Micha - Luciano Mutasi - Jean-Maxime Ndongo - Marcos Nve Nze - Carlos Nvomo Mangue - Miguel Ángel Nzang - Silverio Obang - Felipe Ovono - Achille Pensy - Manuel Sapunga - Manuel Sima - Nkesi Hosea - Jonathan Mbou - Koffi Gueli |